# Потік (Дрогобицький район)
По́тік, також Гаї-Потік — колишнє село, а тепер присілок у складі села Верхні Гаї Дрогобицької громади Дрогобицького району Львівської області України.

## Географія
Присілок розташований за 500 м на північ від села Верхні Гаї. Поселенням протікає струмок Потічний. Розташоване на висоті 300-330 м над р. м.
Мікротопоніми: Корчі, Селище, Вільшинка, Вир, За Середнім, Тартак, Млин, Млинівка, Підростоки, Горби, За Потоком, На Камінні.
На присілку є 4 урбаноніми — вулиці Гайова, Лісова, Лесі Українки та Нова.
Сусідні населені пункти:

## Етимологіяназви
Назву виводять від слова потік — «струмок». Тобто у назві відображено місцевісць, на якій виникло поселення.
За версією науковиці Віри Котович, у назві поселення відображено гідронім, назву потоку Потік.

## Історія
Перша писемна згадка про поселення припадає на 1785—1788  рр. — Potok. Інше джерело першу письмову згадку відносить до 1743 р..
Втім, у 2006 р. львівські археологи відкрили в урочищі За Гостинцем два багатошарові поселення: поселення № 1  — кінця II — початку I тисячоліття до н. е., XI—XIII ст.; XIV—XVII ст.; поселення № 2  — кінця I — початку I тисячоліття до н. е., XI—XIIII ст.
За переказами, колись село було поселенням з укрiпленим городищем в урочищі Глиннім приблизно за 800 м на північний схід від нинішнього місця, яке зруйнувала монголо-татарська орда в другій половині XIII-го чи на початку XIV ст. Вцілілі жителі перейшли в інші місця й заснували теперішні села Гаї-Потiк, Гаї Вижні та Гаї Нижні.
На підставі розташування перших джерельних криниць за течією потічка в Потоці можна прослідкувати топографію його забудови. Перша криниця знаходилась біля Цішки, недалеко від мiсця, де, за переказом, була збудована перша хата. Друга криниця знаходилася на схід від першої, біля Дзядуся, а третя-також на схід від першої і другої, біля Клапатого. Відстань між криницями була близько 250—300метрів. Вздовж вище перерахованих криниць за течією потічка й відбувалася початкова забудова Потока. Початок забудови Гаїв Вижніх, відповідно до переказу, відбувався в околиці, де стоїть кам'яний хрест, над потічком.
З ІХ ст. на цих теренах були Київська Русь, Перемиське князівство, Галицьке князівство, Галицько-Волинське князівство.
У 1434–1772 роках на цих землях було Руське воєводство. Поселення знаходилось на території тодішнього Дрогобицького повіту Перемишльської землі Корони Королівства Польського (у 1569—1772 рр.  — у складі Речі Посполитої).
У 1773 р. в Галичині, після її приєднання до імперії Габсбургів, здійснити адміністративну реорганізацію краю. Потік опинився у тодішньому Дрогобицькому районі Самбірського крайсу (округу) Королівства Галичини та Володимирії Австрійської монархії.
У період 1805—1850 рр. поселення знаходилось на території Дрогобицького дистрикту (повіту (нім. Gebiet, пол. powiat)) Самбірського округу (крайсу, циркула (нім. Kreis, пол. cyrkuł)) Королівства Галичини та Володимирії Австро-Угорщини.
З 1850 р. через організацію двох апеляційних судів територія ділилася на 2 округи: Львів (включав 12 крайсів з містом Львів і надалі отримав назву Східна Галичина) і Краків (включав 7 крайсів з містом Краків і надалі отримав назву Західна Галичина), крайси ділилися на дистрикти (повіти), кожен з яких мав свій номер (110 — у Східній Галичині, 68 — у Західній).
В 1865—1867 роках реорганізовано мережу повітів; залишилося 79 повітів. 1867 року, коли було скасовано округи і залишено лише повітовий адміністративний поділ (повіти виділені у складі округів у 1854 році), Самбірський округ було скасовано. Ймовірно, тоді Потік увійшов до Дрогобицького повіту. 1914 р. вже було 82 повіти.
На поч. ХХ ст. населений пункт існував як самостійне поселення.
У період ЗУНР поселення входило у склад Дрогобицького повіту Самбірської військової округи Львівської військової області.
У 1920 р, з приходом Польщі, село волості Гаї Вижні увійшло до Дрогобицького повіту Львівського воєводства.
1 серпня 1934 р. у Дрогобицькому повіті було створено ґміну Нойдорф з центром в селі Нойдорф. До неї увійшли сільські громади: Болехівців, Верхніх Гаїв, Нижніх Гаїв, Нойдорф, Почаєвичів, Раневичів.
До 1939 р. проживало до 460 осіб, у тому числі до 100 українців, 330 поляків, 15 німців, 10 жидів. Селяни займались рільництвом, тваринництвом, ремеслами.
За часів УРСР, станом на 01 вересня 1940 р., село Потік належало до Гаї-Вижнянської сільської ради Дрогобицького району Дрогобицької області.
У період нацистської окупації під час Другої світової війни, зі серпня 1941 року село увійшло до волості (нім. Landgemeinde) Нойдорф окружного староства Дрогобич (нім. Kreishauptmannschaft Drohobycz) дистрикту Галичина Генерал-губернаторства для окупованих польських земель.
Дистрикт Галичина припинив своє існування наприкінці липня 1944 року, коли внаслідок Львівсько-Сандомирської операції, був ліквідований, а німецька окупація змінилася на радянську. 6 серпня 1944 року до адміністративного центру округи вступили радянські війська.
Указом Президії Верховної Ради УРСР від 7.5.1946 р. «Про збереження історичних найменувань та уточнення і впорядкування існуючих назв сільських Рад і населених пунктів Дрогобицької області» наказано село Гаї Вижні іменувати село Верхні Гаї і Гаї-Вижнянську сільську Раду — Верхньогаївська.
У 1946 р. — село Потік Верхньогаївської сільської ради Дрогобицького району Дрогобицької області.
У 1964 р. поселення об'єднали зі селом Верхні Гаї.
У 2007 р. проживало 473 особи, з них 96 пенсіонерів.
Після чергової адміністративно-територіальної реформи, з 2020 р., — хутір у складі села Верхні Гаї увійшов до Нижньогаївського старостинського округу Дрогобицької громади оновленого Дрогобицького району Львівської області.

## Церква
У 1875 р. було споруджено дерев'яну кaплицю-костел Святого Йосафата, розібрану niсля спорудження кам'яного костелу.

У 1992 р. в колишньому кам'яному костелі Матері Божої з Гори Кармель, спорудженому за проектом дрогобицького архітектора Владислава Клісецького у 1933—1934 рp., відкрито церкву Матері Божої Неустанної Помочі УГКЦ.